# Secretaria Geral (Cuiabá)
A Antiga Secretaria Geral do Estado do Mato Grosso é uma instituição pública em Cuiabá, Mato Grosso. Foi parte das Obras Oficiais do Estado Novo, construída em 1941 pela firma Coimbra Bueno, com projeto do engenheiro Cássio Veiga de Sá. A construção da Secretaria teve por finalidades abrigar diversas repartições públicas, como o Thesouro do Estado. O prédio já abrigou a Secretaria Estadual de Educação, e, desde 2002, abriga a Superintendência de Arquivo Público. A cor verde do revestimento original do prédio faz alusão à denominação de Cidade Verde que Cuiabá possui. Foi tombado pelo estado em 28 de abril de 2000.